# Каннынский инцидент
Каннынский инцидент — произошедшая в сентябре 1996 года высадка северокорейской диверсионно-разведывательной группы с подводной лодки типа «Сан-О» на территорию Южной Кореи и последующие мероприятия по их поиску. В результате происшествия большинство диверсантов было застрелено.

## Ход событий

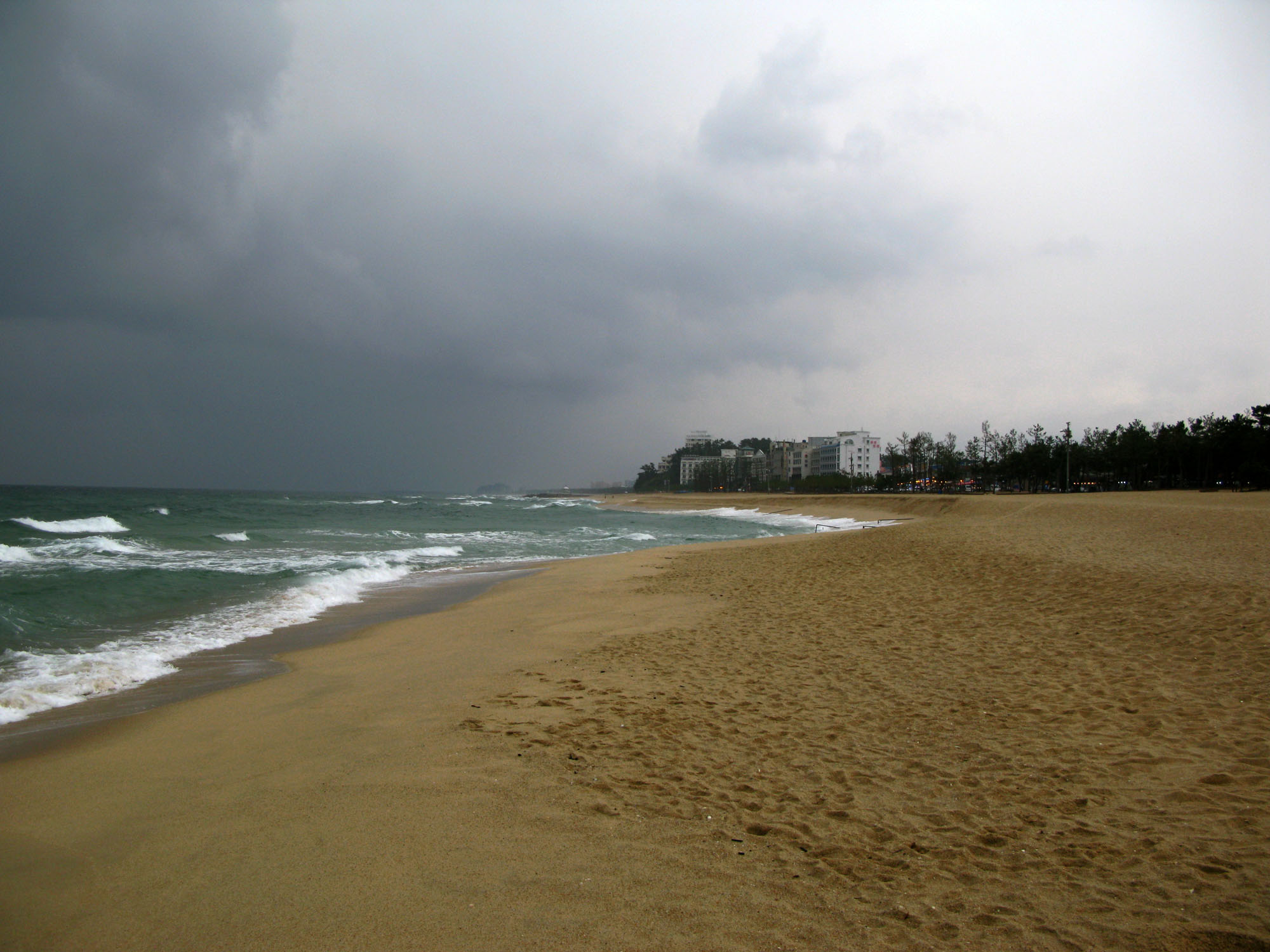
Место высадки ДРГ, вид в 2008

### Высадка диверсантов
14 сентября 1996 года в 5 часов утра 325-тонная «Разведывательная подводная лодка № 1» 2-го отряда 22-й эскадры Управления войсковой разведки Министерства Вооружённых Сил КНДР вышла в боевой поход с задачей высадить диверсионно-разведывательную группу близ Каннына. На борту подлодки находились 26 человек:
- 21 член экипажа субмарины под командованием капитана Чон Ен Ку.
- Кураторы операции в лице начальника морского отдела управления внешней разведки старшего полковника Ким Донг Вона с его заместителем.
- Трое диверсантов, входящих в состав высаживаемой диверсионно-разведывательной группы (ДРГ).

К 19:30 часам 15 сентября лодка достигла района назначения и вскоре приступила к высадке разведгруппы. Разведчики, сопровождаемые двумя членами экипажа субмарины, были успешно высажены, после чего субмарина забрала своих водолазов и отошла в нейтральные воды.
16 сентября лодка зашла в южнокорейские воды, но снять ДРГ не смогла и вернулась в нейтральные воды. Вечером 17 сентября она совершила повторную попытку, но из-за ошибок навигации и потери ориентирования примерно к 21 часу врезалась хвостом в прибрежные камни в 20 м от берега и лишилась лопастей винта. Несколько часов попыток команды снять подводную лодку с мели оказались безуспешными, и командир подводной лодки приказал покинуть её. Затопить судно было невозможно, поэтому для выведения его из строя был устроен пожар. Находившиеся на борту люди переоделись в форму южнокорейского спецназа и к полуночи 17—18 сентября были на берегу.

### Обнаружение и охота
Примерно в час ночи 18 сентября 1996 года Ли Джин Гю, водитель южнокорейского такси, проезжал по прибрежному шоссе Каннын-Тонгхи. В пяти километрах от Каннына — примерно в 150 км от демилитаризованной зоны — он заметил на берегу группу людей и некую тёмную массу в воде. Так как таксист прежде служил в армии, он заподозрил высадку северокорейцев и немедленно сообщил в компетентные органы об увиденном. К моменту прибытия полиции на место происшествия находившиеся на берегу люди ушли в горы, а «тёмная масса» в воде оказалась севшей на мель подводной лодкой. Все окрестные подразделения армии и полиции Южной Кореи были подняты по тревоге и начали операцию по блокированию и поиску диверсантов.
Утром 2 вооружённых северокорейца встретили двух местных фермеров, задержали и какое-то время удерживали их, после чего ушли, не причинив им вреда. Впоследствии оба бойца были обнаружены, но сумели скрыться. В 16:30 ещё один местный фермер обнаружил на своём поле подозрительного человека и, будучи осведомлён о спецоперации, немедленно известил власти. Прибывшими на вызов полицейскими был задержан рулевой подлодки — лейтенант Ли Кван Су. Спустя 20 минут были обнаружены 11 трупов северокорейских моряков.
19 сентября в трёх отдельных перестрелках с разбившимися на группы северокорейцами было убито 7 моряков из экипажа субмарины. Троих около 10:00 расстреляли южнокорейские спецназовцы в ходе прочёсывания горы к югу от Каннына, ещё трое в 14 часов попались армейскому спецназу (двое из них были ранены и позже умерли), ещё один через два часа был застрелен, перед этим ранив бойца южнокорейских сил. 21, 22 и 28 сентября армейцами были убиты ещё трое подводников. Последний из членов экипажа подлодки попался спецназу Южной Кореи только 30 сентября, оказал сопротивление и также был убит.
Дольше всего не могли обнаружить троих членов ДРГ. Они использовали подготовленный заранее схрон, в котором отсиживались, дожидаясь ослабления бдительности южнокорейцев. Далее группа двинулась к ДМЗ, добывая продукты в пустых загородных домах. 8 октября диверсанты убили троих гражданских лиц, обнаруживших их, а 22 числа задушили южнокорейского солдата-водителя, находившегося не при исполнении. Ночью 5 ноября водитель, следовавший по шоссе в 20 км от ДМЗ, обнаружил трёх пересекающих шоссе вооружённых лиц. Проявив бдительность, он инициировал поисковую операцию, в результате которой спецназ Южной Кореи в трёх последовательных перестрелках загнал и застрелил ещё двоих северокорейцев. Третий диверсант получил огнестрельное ранение в живот, но смог скрыться. По последующей информации, данному спецназовцу по имени Ли Чул Джи удалось пересечь ДМЗ и выйти на свою территорию, где его приняли как героя.
На телах убитых, одетых в южнокорейское военное обмундирование и вооружённых автоматами М16, были обнаружены три ноутбука, в одном из которых оказалась карта и краткий дневник из десяти фраз их 49-дневного анабасиса.

### Трупы северокорейских подводников
Около 17 часов 18 сентября на 300-метровой горной лесной поляне в 8 км от точки высадки солдаты Южной Кореи обнаружили тела капитана Чона, старшего полковника Кима, его заместителя и ещё восьми членов экипажа подлодки. Все, кроме полковника Кима, лежали в ряд с простреленными головами, одетые в гражданскую одежду и белые теннисные туфли. Труп старшего полковника, тоже с простреленной головой лежал, в стороне и при нём был пистолет в кобуре. Очевидно, моряки были расстреляны своими сослуживцами.
Основной версией данного события является расстрел подводников членами разведгруппы в качестве мести за допущенную аварию или для ликвидации «слабых звеньев». Причём очень вероятно, с полковником Кимом при этом что-то пошло не так и он пытался скрыться от дружественного огня. Версия, что один из этих одиннадцати застрелил десятерых товарищей, а потом застрелился сам, базируется на явных натяжках и в настоящий момент опровергнута.

### Допрос
Единственным пленным был рулевой подлодки Ли Кван Су. В ходе первичных допросов он отказался говорить, но его угостили соджу. Выпив 4 флакона, Ли расслабился и начал давать показания, впрочем, ещё пытаясь обманывать следствие. По его первым словам, лодка потерпела аварию в нейтральных водах и, потеряв ход, была занесена течением в воды Южной Кореи. Про наличие на борту разведчиков и кураторов операции из Управления он тоже сообщил не сразу. Признательные показания о разведывательной операции с целью сбора информации о южнокорейских военно-морских и военно-воздушных базах в районе Каннына следователи от него получили только после того как ему сообщили о 11 расстрелянных сослуживцами подводниках.
По данным источников, Ли Кван Су «раскололся» без малейших пыток от грамотного психологического давления. Впоследствии он отказался от возвращения на родину и продолжил службу во флоте Южной Кореи.

## Подразделения, участвовавшие в спецоперации
В поиске диверсантов принимали участие несколько подразделений южнокорейской армии. А именно:
- 3-я воздушно-десантная бригада «Летающий тигр»;
- 703-й специальный штурмовой батальон;
- 707-я группа специального назначения «Белый тигр»
- 8-й корпус 3-й армии «Драконы восточного моря»[кор.];
- 22-я пехотная дивизия «Юлгок»[кор.];
- 23-я пехотная дивизия «Железная стена»[кор.];
- 102-я танковая бригада «Восход»[кор.];
- 12-я пехотная дивизия «Ыльчи»[кор.];
- 2-я пехотная дивизия «Яростная волна»[англ.].

## Последствия

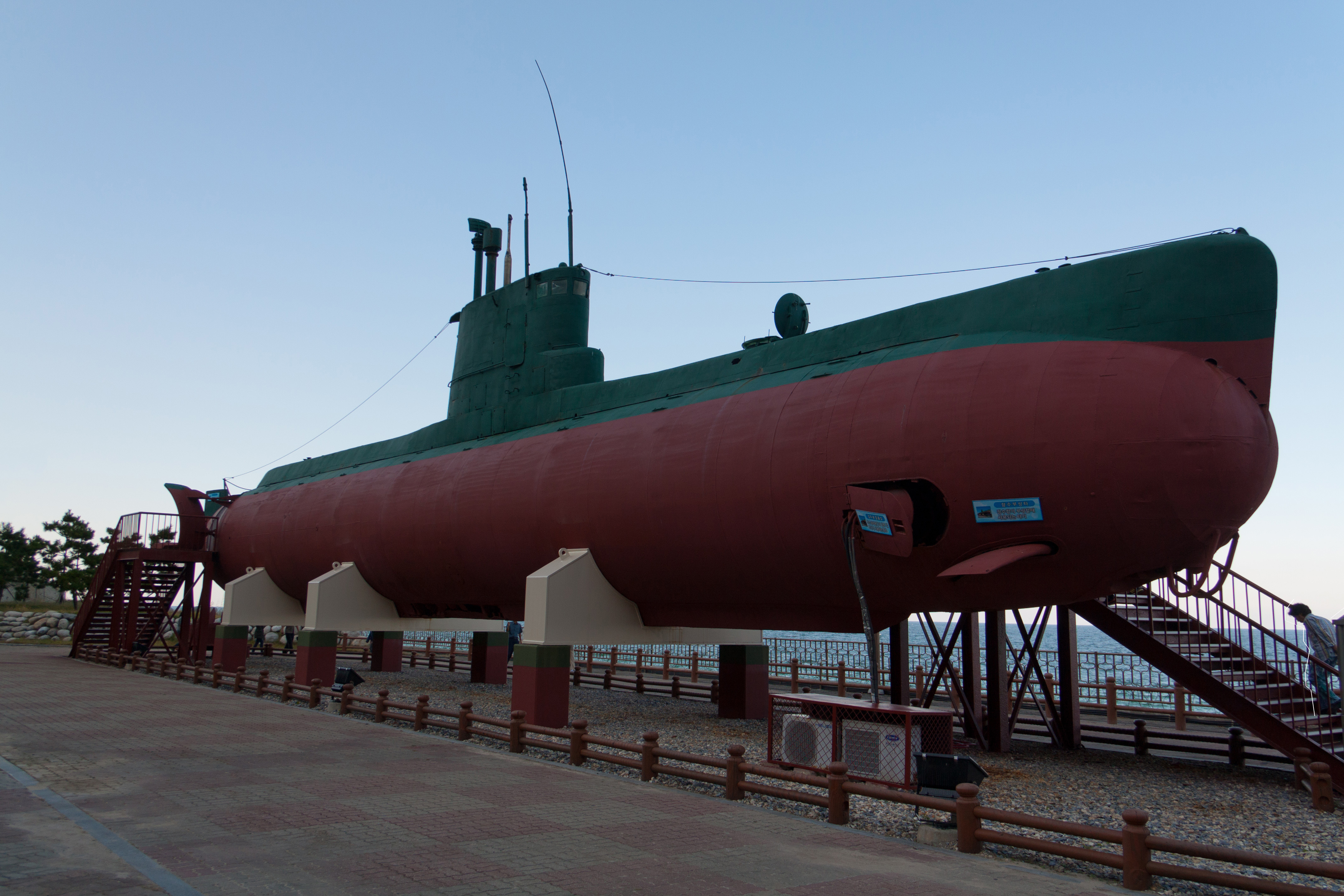
Подлодка в Парке объединения

Около 20 должностных лиц Южной Кореи получили дисциплинарные взыскания за халатность, допущенную во время спецоперации. Следствием халатности и неосторожного обращения с оружием стали четверо убитых военнослужащих. 29 декабря 1996 года 24 тела северян были отправлены в КНДР.
Ряд экспертов полагают, что убийство Чхве Токкына 1 октября 1996 года было местью Северной Кореи за провал диверсии. В крови Чхве Токкына находился яд такого же типа, как тот, что находился на борту северокорейской подводной лодки; Северная Корея угрожала принять меры в ответ на убийства её спецагентов южнокорейской армией.
Подводная лодка была отремонтирована после поджога и выставлена на берегу неподалёку от Каннына как музейный объект. К пятилетию окончания вооружённого конфликта коллекция пополнилась южнокорейским военным кораблём, а на ближайшем пригорке организован гостевой центр и выставлен ряд самолётов, включая Douglas C-54 Skymaster. 5 ноября 2001 года эти объекты были включены в Парк объединения, цель которого — «привить понимание соблюдения безопасности во время процесса объединения». За посещение прибрежного сектора была введена плата.